# 后坝营村
后坝营村位于河北省邢台市清河县坝营镇政府东偏北0.5公里处。有295户，1270人。所有的人全姓张，村里全是张玉林的嫡系后世；耕地1878亩，其中水浇地1278亩。家庭工副业有汽车配件等。

## 村名由来
明永乐四年，移民张玉林一家由山东辎川县大马张庄迁此建村，因此地有条拦水坝，故定名坝营。又因当时村南同时建有一村亦名坝营，为示区别故名后坝营。营即古之营田，军队生产粮食自给，不纳赋税，村民苦于赋税沉重，希望能象营田的士兵那样免交赋税，故起村名某某营。